# چاکپاهو (آریزونا)
چاکپاهو (به انگلیسی: Chakpahu) یک منطقهٔ مسکونی در ایالات متحده آمریکا است که در آریزونا واقع شده‌است. چاکپاهو ۱٬۹۴۳ متر بالاتر از سطح دریا واقع شده‌است.